# Flamingo Edições
A Flamingo Edições é uma editora de origem portuguesa, com sede em Lisboa e filial em São Paulo. A editora é especializada na publicação de literatura infantil.
A editora publica simultaneamente os seus livros nos mercados português e brasileiro.